# Křížová cesta (Vracov)
Křížová cesta se nachází ve Vracově na Hodonínsku v centru obce u kostela svatého Vavřince.

## Historie
Křížová cesta vznikla v letech 2003–2004 zásluhou místního faráře Antona Kasana. Tvoří ji čtrnáct kamenných křížů v jejichž středu je vždy skleněná vitráž. Kříže jsou doplněny sochou Ježíše Krista jako symbolem Vzkříšení. Cesta je volně přístupná na zahradě za kostelem svatého Vavřince v centru obce.

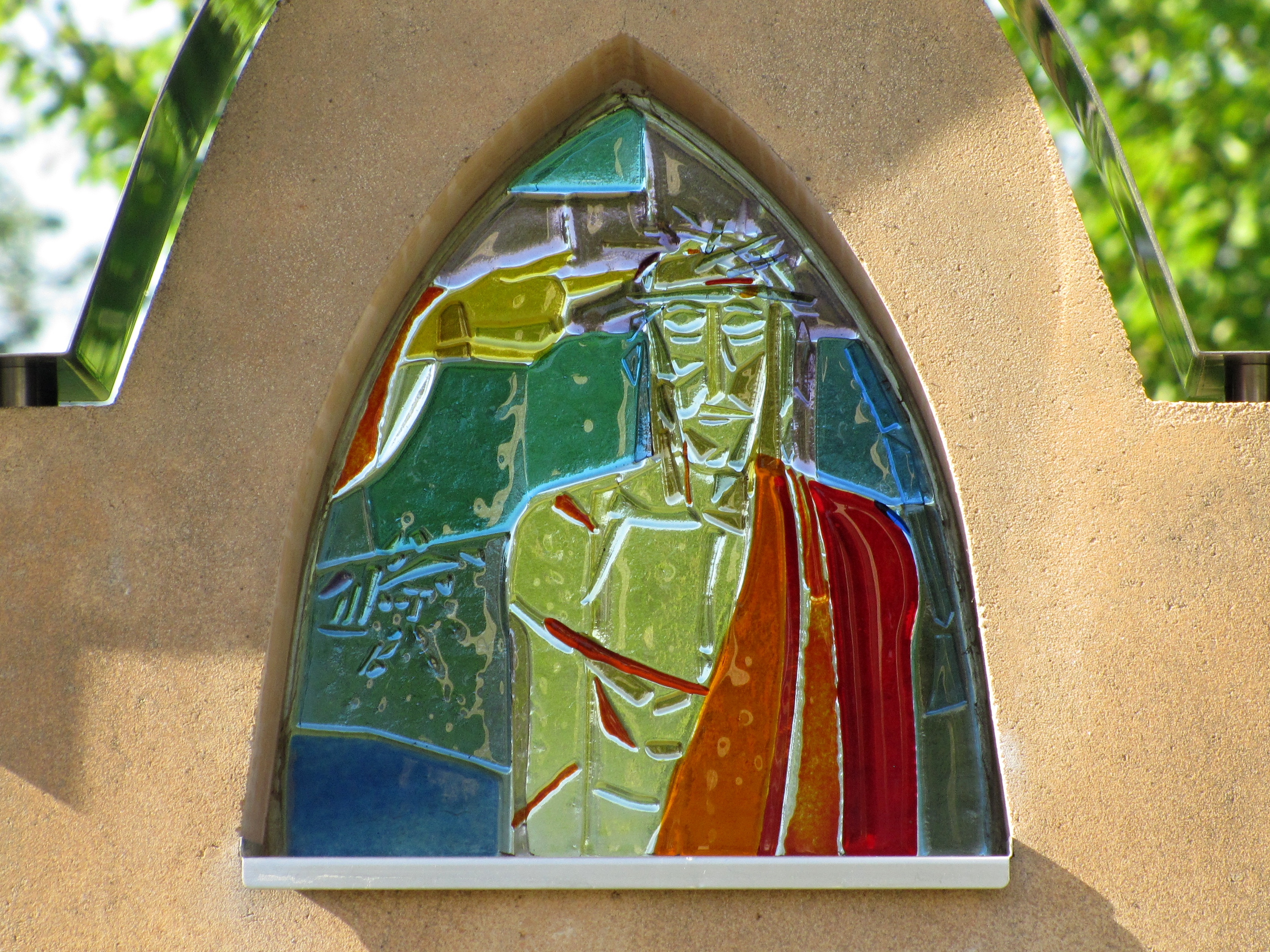
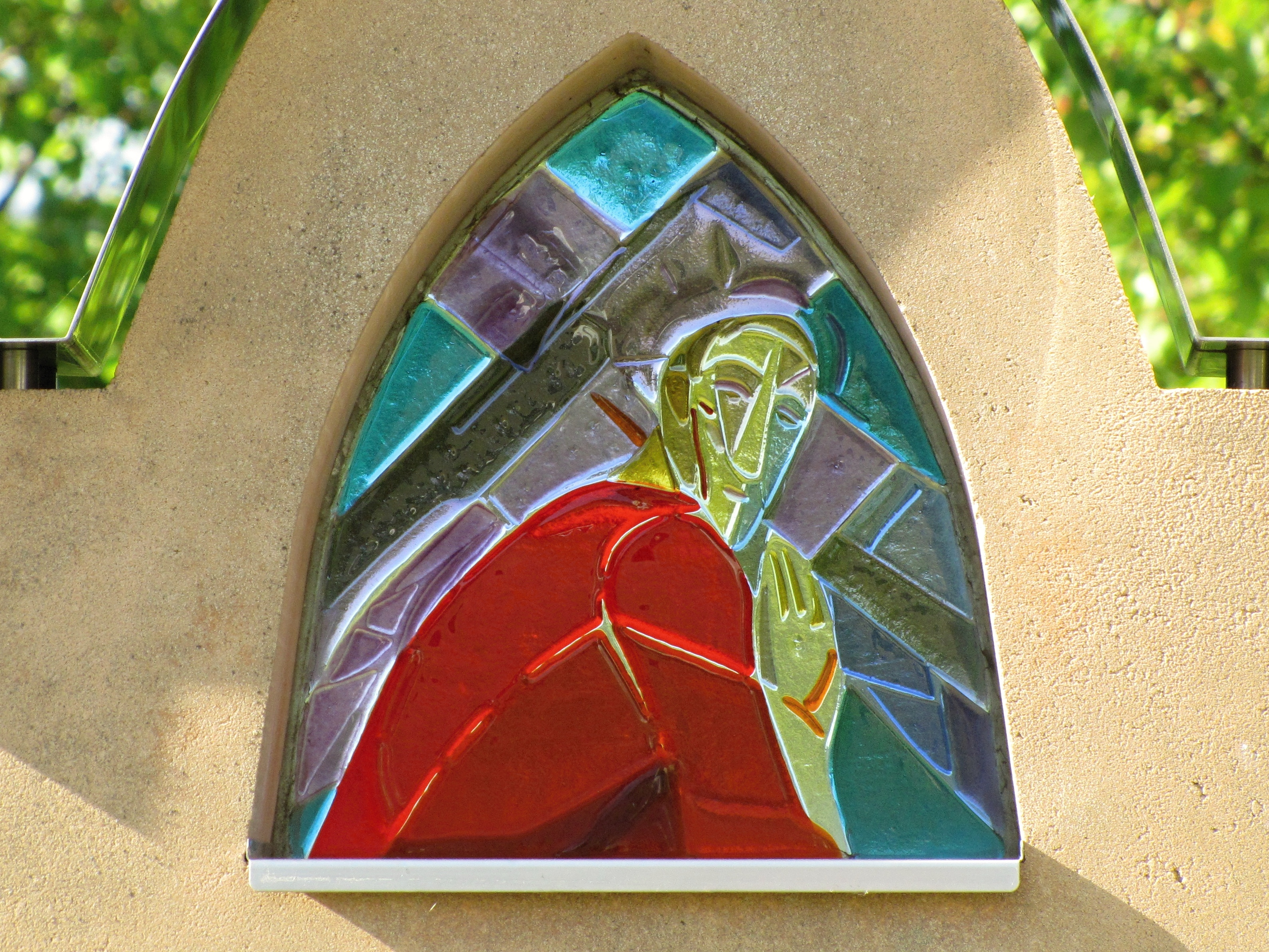
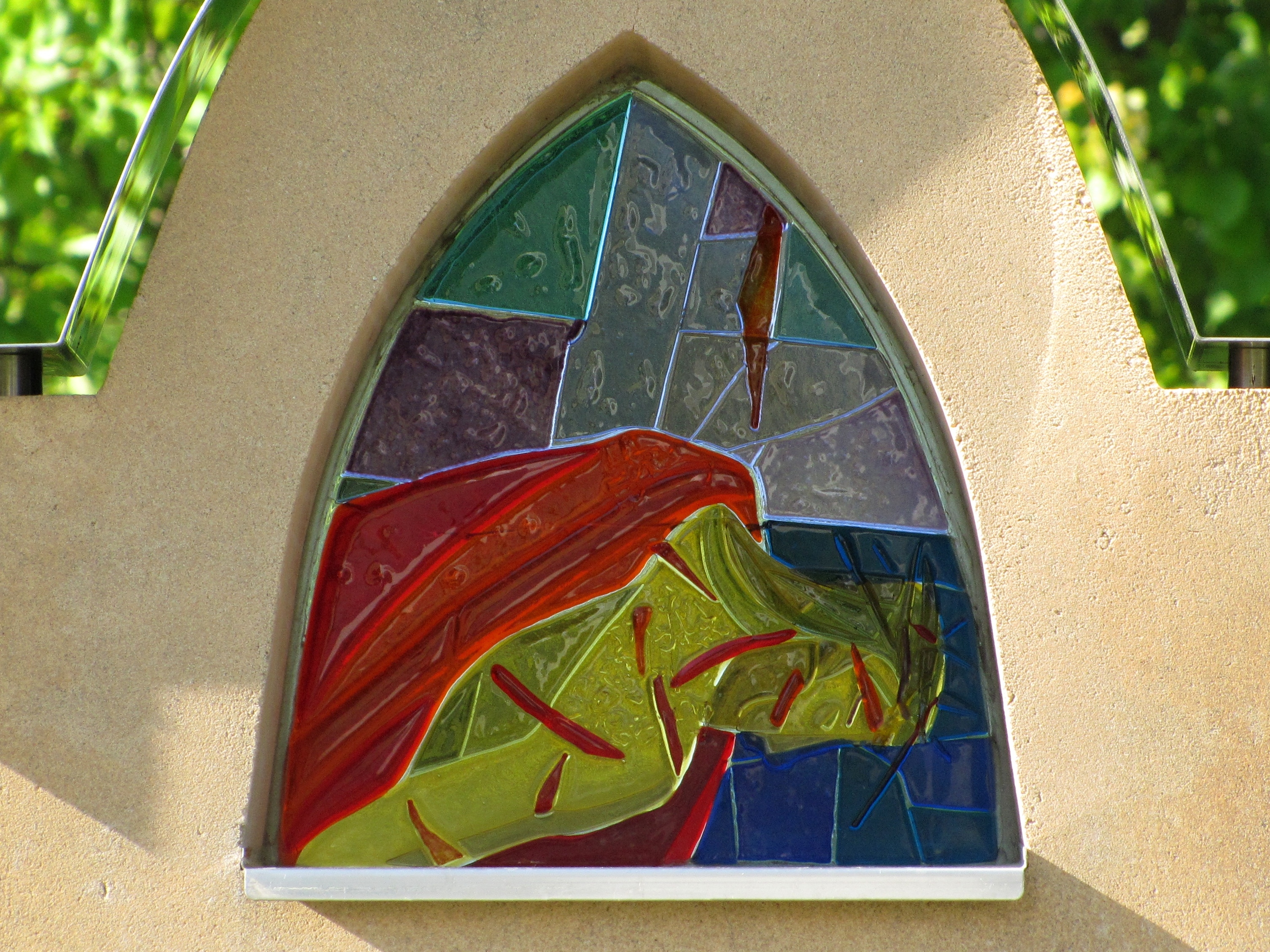
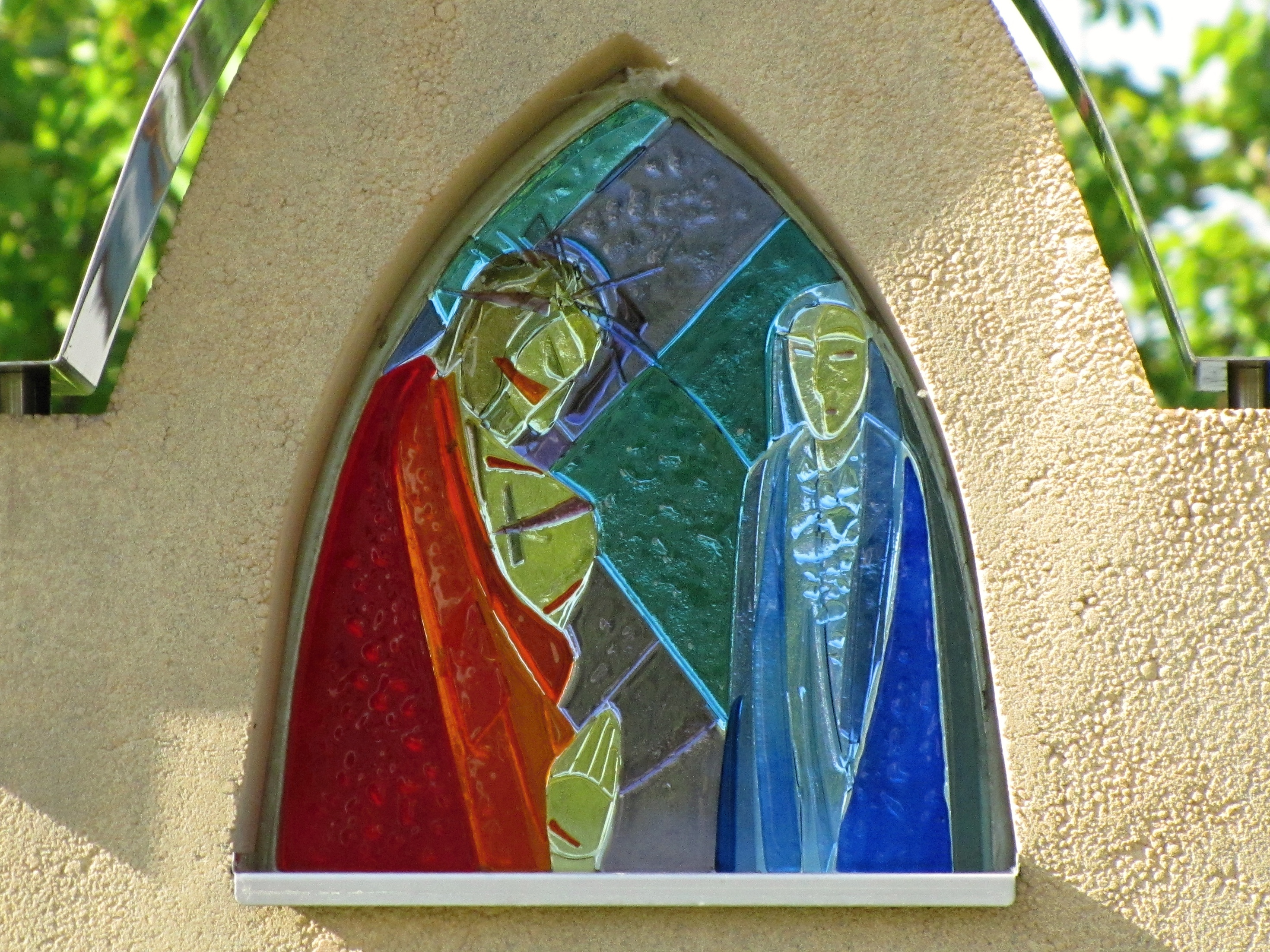
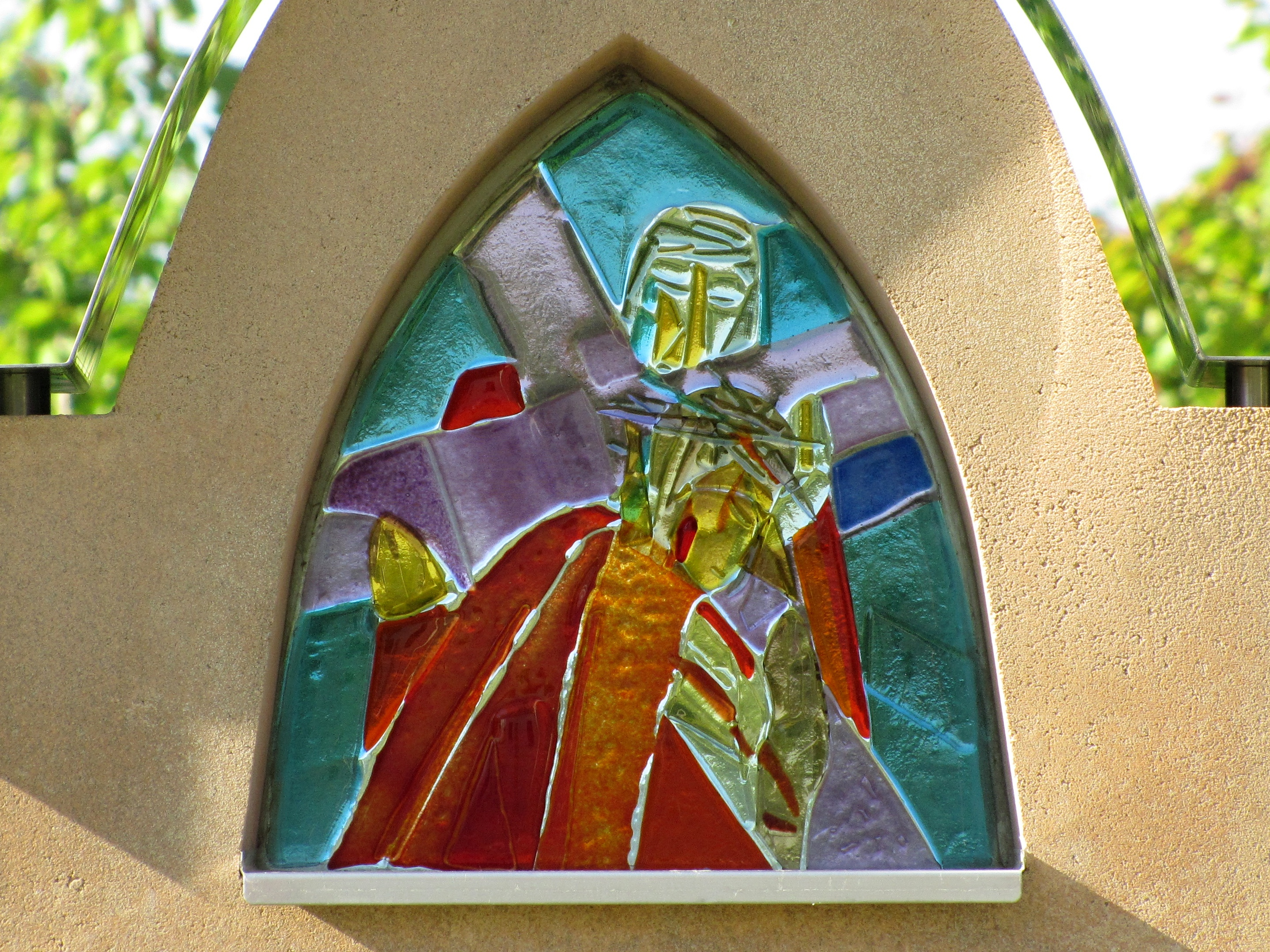
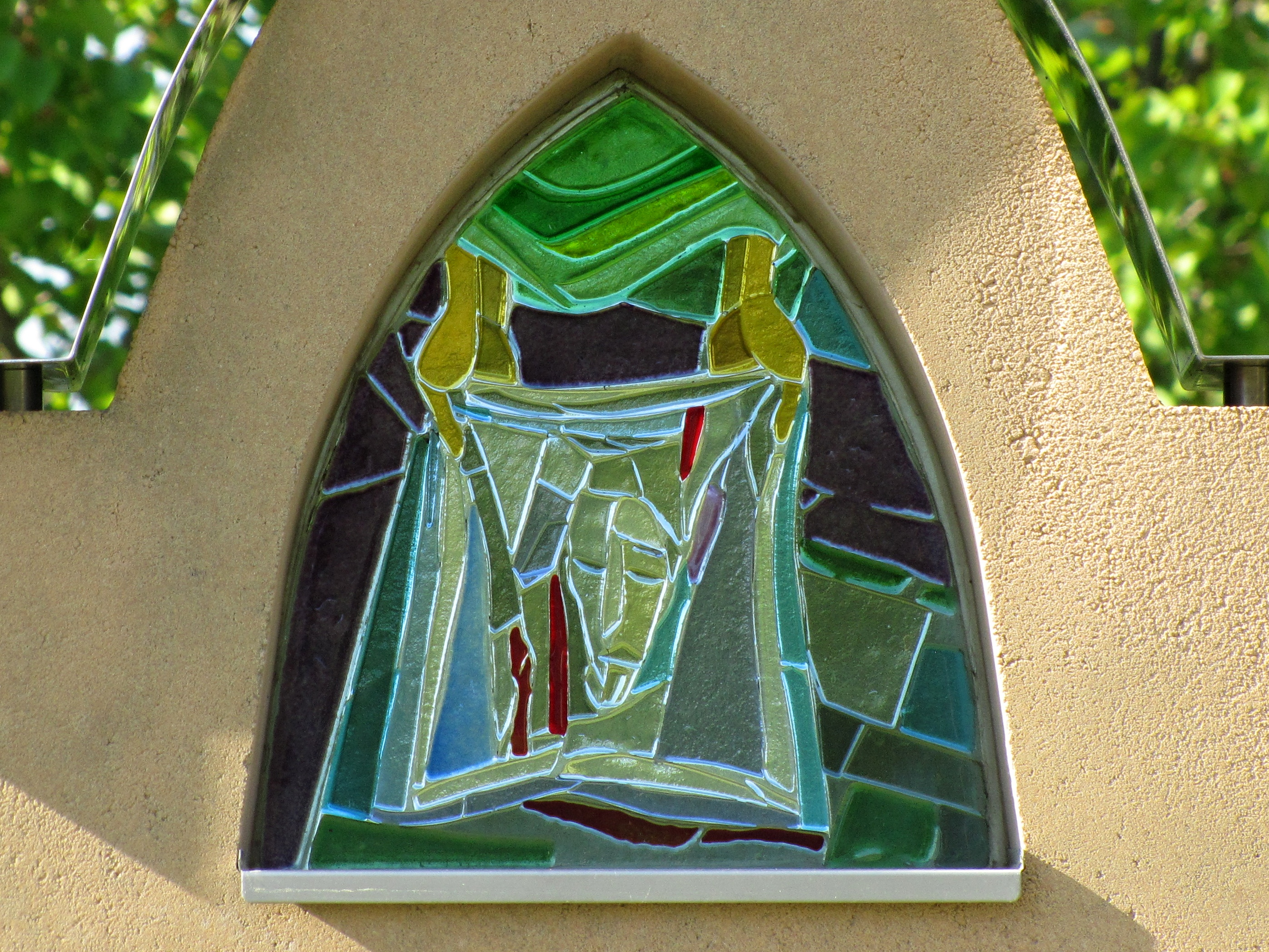
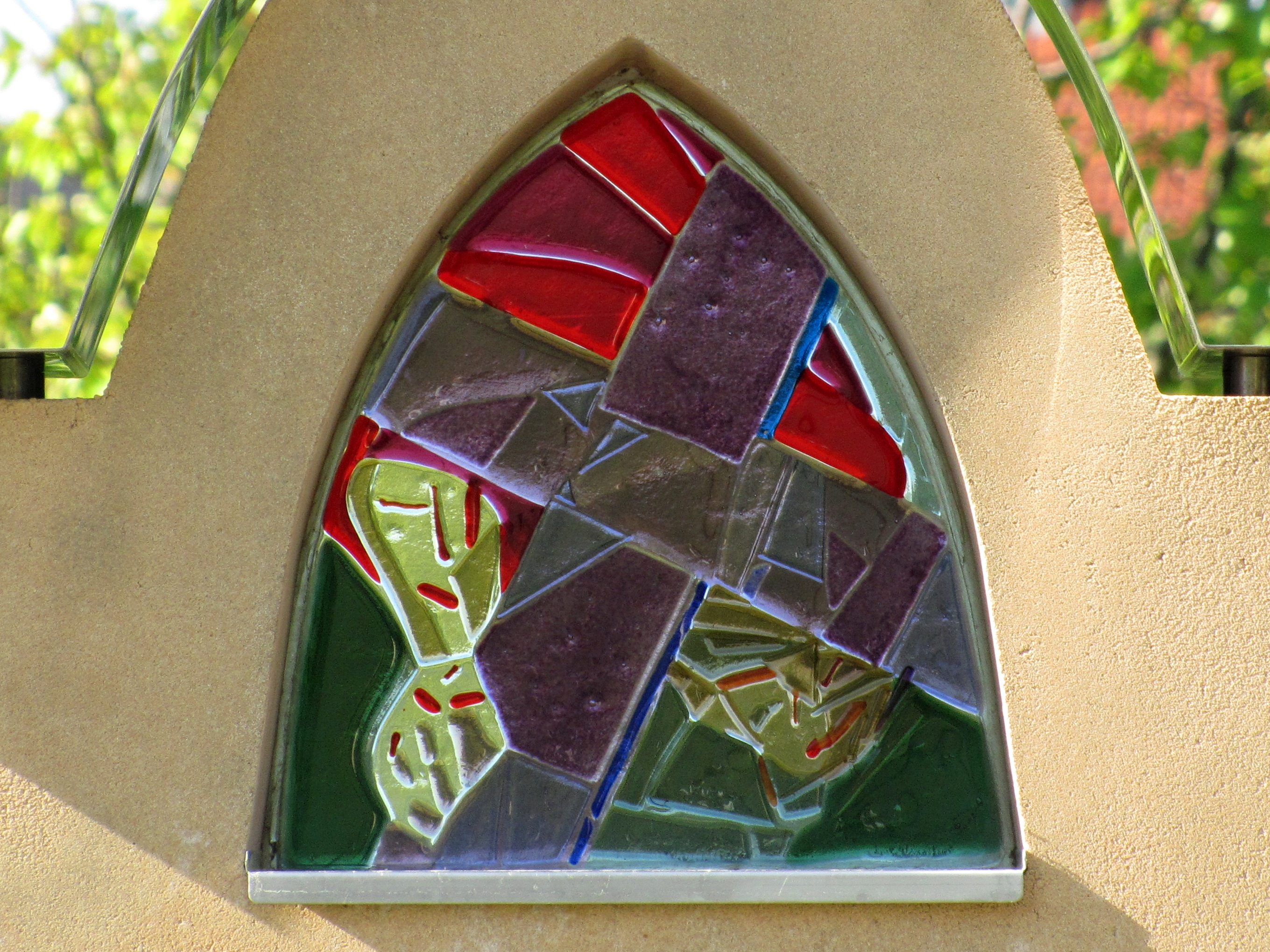
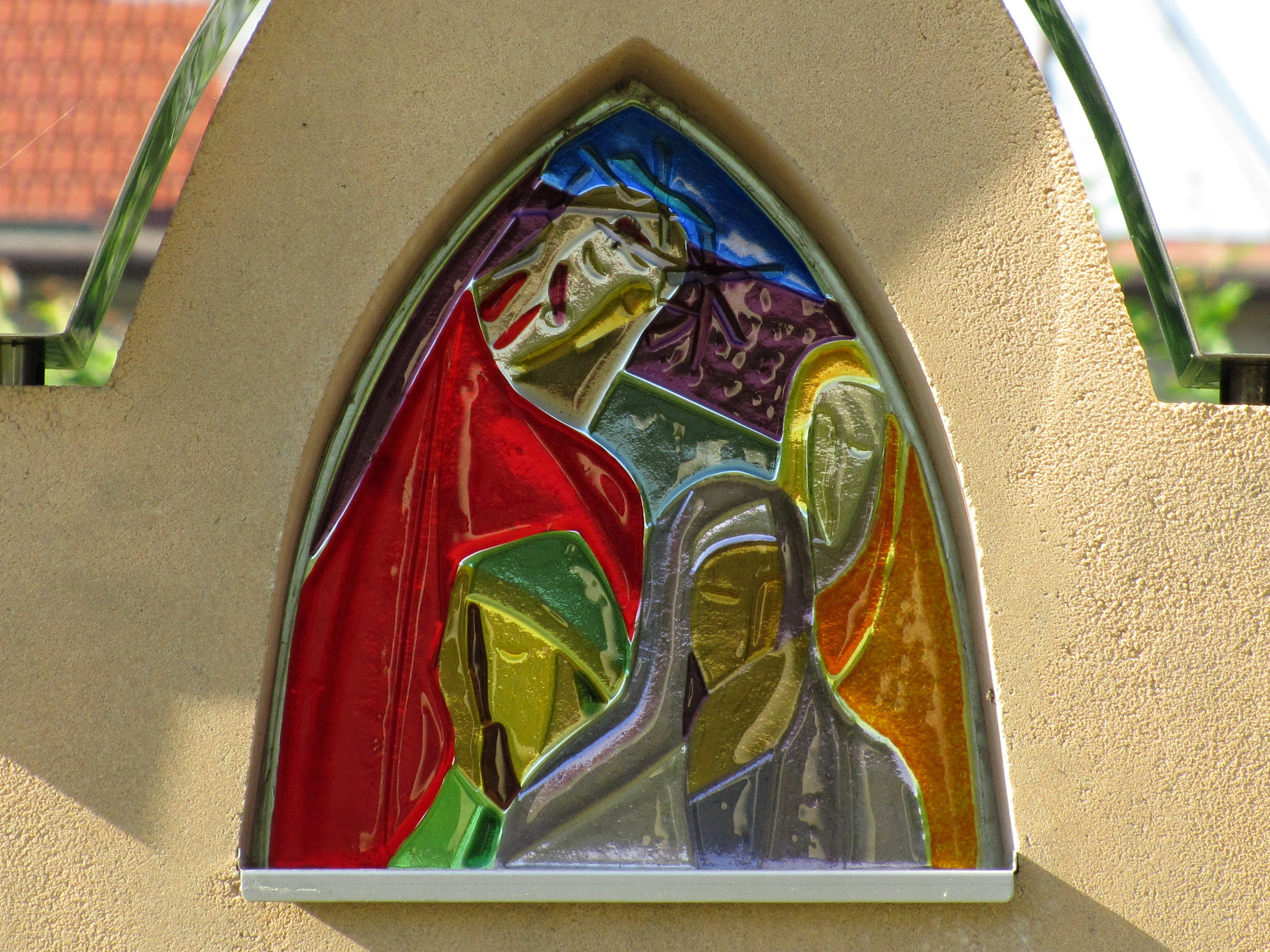

## Odkazy

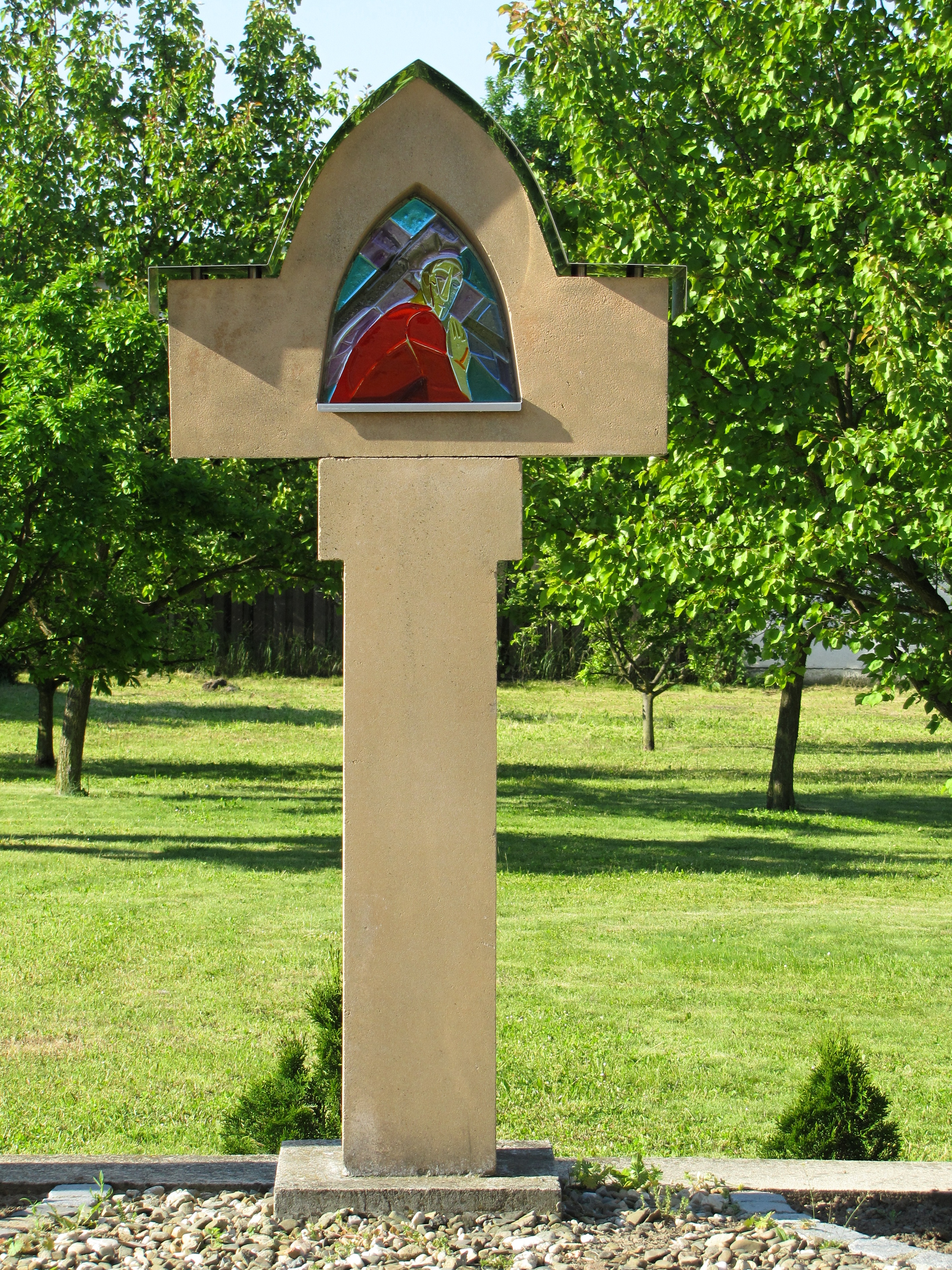
Druhé zastavení